# Булдхана (округ)
Булдхана (маратхи बुलढाणा जिल्हा; англ. Buldhana) — округ в индийском штате Махараштра. Образован в 1867 году. Административный центр — город Булдхана. Площадь округа — 9661 км². По данным всеиндийской переписи 2001 года население округа составляло 2 232 480 человек. Уровень грамотности взрослого населения составлял 75,8 %, что выше среднеиндийского уровня (59,5 %). Доля городского населения составляла 21,2 %.